# Анненское (Новгородская область)
Анненское —  упразднённая деревня в Новгородском районе Новгородской области России. В 1957 году входила в состав Новомельницкого сельского Совета. 
Дата упразднения неизвестна; существовала до 1958 года как минимум.

## История
Согласно «Списков населенных мест и сведений о селениях Новгородской губернии» Новгород, Типо-литография Н. И. Богдановского 1884 г., деревня Аннинско (так в тексте) Рязанского сельского общества, прихода градской Николо-Качановской церкви, относилась к Никольской волости, Новгородского уезда
В деревне 5 крестьянских дворов.
Число жителей по приходским сведениям 1879 г.: мужчин — 9, женщин — 11.
Надельной земли: удобной — 28 десятин, неудобной — 1680 сажен.
В статистическом справочнике «Материалы для оценки земельных угодий Новгородской губернии. Новгородский уезд» (Новгород, 1895 год) имеются следующие сведения:
1. NN по порядку: 1052
2. NN генерального межевания: 280
3. NN частей специального межевания: ---
4. NN владения по порядку: ----
5. Название дач генерального и специального межеваний, звание, имя и фамилия владельца: С-цо Большие Соки и часть пожни Малых соков. Под NN владения по порядку: 1. Указано: Над. (надельная) гос. кр. д. Соков (Анненской) б. Кудрявцева.
6. Усадьбы 0,3 (дес., саж.)
7. Пашни 7,5                                                                                                                                                                                                                                                                                                                                                                                                            Сенокоса:
8. Заливного ----
9. Суходольного 16,0
10. Леса и прочих угодий 4,2
11. итого удобной 28,0
12. Всего с неудобной 28,0

Согласно «Списка населенных мест Новгородской губернии. Новгородский уезд» (Выпуск I, Новгород, 1907 год) в Троицкой волости есть деревня Аннинско, Рязанского сельского общества
Занятых постройками дворовых мест — 3, жилых строений — 7. Число жителей-мужчин — 12, женщин — 10, занятие жителей — земледелие и извоз.
ФГБУ «Центр геодезии, картографии и ИПД», в информационном письме № 120/2132 от 06.03.2018 г. сообщает о наличии населенного пункта деревня Анненское на топографической карте масштаба 1:100000, номенклатурный лист 0-36-051, изданной в 1958 году Генеральным Штабом.
11.04.2019 г. в Государственный каталог географических названий внесена регистрационно-учетная запись, № 0809684 о ранее существовавшем населенном пункте деревня Анненское Новгородского района Новгородской области, указаны географические координаты (Информационное письмо ФГБУ «Центр геодезии, картографии и ИПД» № 132/2760 от 19.04.2019 г.)
Государственный архив Новгородской области в информационном письме № 295/02 от 22.09.2019 г. сообщает:
«… при просмотре систематического каталога ГАНО; Справочника административно-территориального деления Новгородской губернии и области 1727—1995 г.г. сведений о снятии с регистрационного учета или переименовании деревни Аннинско (Анненское) не выявлено».